# Grammy a l'àlbum de l'any
El premi Grammy a l'àlbum de l'any (Grammy Award for Album of the Year) és entregat per The Recording Academy (oficialment, National Academy of Recording Arts and Sciences) dels Estats Units per a "honorar la consecució artística, competència tècnica i excel·lència general en la indústria discogràfica, sense tenir en consideració les vendes d'àlbums, posició a les llistes o recepció de la crítica". Aquesta és la categoria de premi de més prestigi dels Grammy, i s'ha atorgat des de la primera cerimònia el 1959. Segons la descripció de la guia dels 54ns Premis Grammy, el premi s'entrega "a àlbums que continguin com a mínim el 51% de temps de reproducció de nous enregistraments vocals o instrumentals. Premi a l'artista o artistes, i al(s) productor(s) de l'àlbum, enginyer(s) de gravació i/o mesclador(s), i enginyer(s) masteritzador(s) si no és l'artista o artistes".
El Grammy a l'àlbum de l'any està relacionat amb, però és conceptualment diferent del Grammy a la gravació de l'any o el Grammy a la cançó de l'any:
- Àlbum de l'any: es concedeix a un àlbum sencer i es lliura el premi a l'artista, productor, enginyer de gravació i enginyer de masterització d'aquest àlbum. En aquest context, "àlbum" significa una col·lecció gravada de cançons (un LP, CD o paquet de descàrrega de diverses pistes), no les cançons individuals o les seves composicions.
- Gravació de l'any: s'atorga a un senzill o a una pista d'un àlbum. Aquest premi recau en l'intèrpret, el productor, l'enginyer de gravació i/o el mesclador d'aquesta cançó. En aquest sentit, "gravació" significa una cançó gravada en particular, no la seva composició o un àlbum de cançons.
- Cançó de l'any: també s'atorga a un senzill o una pista individual, però el destinatari d'aquest premi és el compositor que realment va escriure les lletres i/o melodies de la cançó. "Cançó" en aquest context es refereix a la cançó com a composició, no la seva gravació.

## Guardonats

### Dècada del 1950
| Any  | Guanyador(s)  | Obra                      | Nominats | Ref.  |
| ---- | ------------- | ------------------------- | --- | ----- |
| 1959 | Henry Mancini | The Music from Peter Gunn | - Come Fly with Me – Frank Sinatra - Ella Fitzgerald Sings the Irving Berlin Songbook – Ella Fitzgerald - Frank Sinatra Sings for Only the Lonely – Frank Sinatra - Tchaikovsky: Concerto No. 1 in B Flat Minor, Op. 23 – Van Cliburn | [ 2 ] |

### Dècada del 1960
| Any  | Guanyador(s)                                        | Obra                                  | Nominats | Ref.   |
| ---- | --------------------------------------------------- | ------------------------------------- | --- | ------ |
| 1960 | Frank Sinatra                                       | Come Dance with Me!                   | - Belafonte at Carnegie Hall – Harry Belafonte - More Music From Peter Gunn – Henry Mancini - Rachmaninoff Piano Concerto No. 3 – Van Cliburn - Victory at Sea, Vol. 1 – Robert Russell Bennett                                                       | [ 3 ]  |
| 1961 | Bob Newhart                                         | The Button-Down Mind of Bob Newhart   | - Belafonte Returns to Carnegie Hall – Harry Belafonte - Brahms: Concert No. 2 in B-Flat – Sviatoslav Richter - Nice 'n' Easy – Frank Sinatra - Puccini: Turandot – Erich Leinsdorf - Wild Is Love – Nat King Cole                                    | [ 4 ]  |
| 1962 | Judy Garland                                        | Judy at Carnegie Hall                 | - Breakfast at Tiffany's Soundtrack – Henry Mancini - Genius+Soul=Jazz – Ray Charles - Great Band with Great Voices – Si Zentner & the Johnny Mann Singers - The Nat King Cole Story – Nat King Cole - West Side Story Soundtrack – Diversos artistes | [ 5 ]  |
| 1963 | Vaughn Meader · produït per Bob Booker & Earle Doud | The First Family                      | - I Left My Heart in San Francisco – Tony Bennett - Jazz Samba – Stan Getz & Charlie Byrd - Modern Sounds in Country and Western Music – Ray Charles - My Son, the Folk Singer – Allan Sherman                                                        | [ 6 ]  |
| 1964 | Barbra Streisand                                    | The Barbra Streisand Album            | - Bach's Greatest Hits – The Swingle Singers - Days of Wine and Roses and Other TV Requests – Andy Williams - Honey in the Horn – Al Hirt - The Singing Nun – The Singing Nun                                                                         | [ 7 ]  |
| 1965 | Stan Getz & João Gilberto                           | Getz/Gilberto                         | - Cotton Candy – Al Hirt - Funny Girl (Original Broadway Cast Recording) – Diversos artistes - People – Barbra Streisand - The Pink Panther – Henry Mancini                                                                                           | [ 8 ]  |
| 1966 | Frank Sinatra · produït per Sonny Burke             | September of My Years                 | - Help! – The Beatles - My Name Is Barbra – Barbra Streisand - My World – Eddy Arnold - The Sound of Music Soundtrack – Diversos artistes | [ 9 ]  |
| 1967 | Frank Sinatra · produït per Sonny Burke             | A Man and His Music                   | - Color Me Barbra – Barbra Streisand - Dr. Zhivago Soundtrack – Maurice Jarre - Revolver – The Beatles - What Now My Love – Herb Alpert and the Tijuana Brass                                                                                         | [ 10 ] |
| 1968 | The Beatles · produït per George Martin             | Sgt. Pepper's Lonely Hearts Club Band | - Francis Albert Sinatra & Antonio Carlos Jobim – Frank Sinatra & Antonio Carlos Jobim - It Must Be Him – Vikki Carr - My Cup Runneth Over – Ed Ames - Ode to Billie Joe – Bobbie Gentry                                                              | [ 11 ] |
| 1969 | Glen Campbell · produït per Al De Lory              | By the Time I Get to Phoenix          | - Bookends – Simon & Garfunkel - Feliciano! – José Feliciano - Magical Mystery Tour – The Beatles - A Tramp Shining – Richard Harris | [ 12 ] |

### Dècada del 1970
| Any  | Guanyador(s) | Obra                              | Nominats | Ref.   |
| ---- | --- | --------------------------------- | --- | ------ |
| 1970 | Blood, Sweat & Tears · produït per James William Guercio | Blood, Sweat & Tears              | - Abbey Road – The Beatles - The Age of Aquarius – The 5th Dimension - Crosby, Stills & Nash – Crosby, Stills & Nash - At San Quentin – Johnny Cash                            | [ 13 ] |
| 1971 | Simon & Garfunkel · produït per Art Garfunkel, Paul Simon & Roy Halee | Bridge over Troubled Water        | - Chicago – Chicago - Close to You – Carpenters - Déjà Vu – Crosby, Stills, Nash and Young - Elton John – Elton John - Sweet Baby James – James Taylor                         | [ 14 ] |
| 1972 | Carole King · produït per Lou Adler | Tapestry                          | - All Things Must Pass – George Harrison - Carpenters – Carpenters - Jesus Christ Superstar (producció de Londres) – Diversos artistes - Shaft – Isaac Hayes                   | [ 15 ] |
| 1973 | George Harrison & Friends (Ravi Shankar, Bob Dylan, Leon Russell, Ringo Starr, Billy Preston, Eric Clapton & Klaus Voormann) · produït per George Harrison & Phil Spector | The Concert for Bangladesh        | - American Pie – Don McLean - Jesus Christ Superstar (Gravació del repartiment original de Broadway) – Diversos artistes - Moods – Neil Diamond - Nilsson Schmilsson – Nilsson | [ 16 ] |
| 1974 | Stevie Wonder · produït per Stevie Wonder | Innervisions                      | - Behind Closed Doors – Charlie Rich - The Divine Miss M – Bette Midler - Killing Me Softly – Roberta Flack - There Goes Rhymin' Simon – Paul Simon                            | [ 17 ] |
| 1975 | Stevie Wonder · produït per Stevie Wonder | Fulfillingness' First Finale      | - Back Home Again – John Denver - Band on the Run – Paul McCartney & Wings - Caribou – Elton John - Court and Spark – Joni Mitchell                                            | [ 18 ] |
| 1976 | Paul Simon · produït per Paul Simon & Phil Ramone | Still Crazy After All These Years | - Between the Lines – Janis Ian - Captain Fantastic and the Brown Dirt Cowboy – Elton John - Heart Like a Wheel – Linda Ronstadt - One of These Nights – Eagles                | [ 19 ] |
| 1977 | Stevie Wonder · produït per Stevie Wonder | Songs in the Key of Life          | - Breezin' – George Benson - Chicago X – Chicago - Frampton Comes Alive! – Peter Frampton - Silk Degrees – Boz Scaggs                                                          | [ 20 ] |
| 1978 | Fleetwood Mac · produït per Fleetwood Mac, Ken Caillat & Richard Dashut                                                                                                   | Rumours                           | - Aja – Steely Dan - Hotel California – Eagles - JT – James Taylor - Star Wars Soundtrack – John Williams conducting the London Symphony Orchestra                             | [ 21 ] |
| 1979 | Diversos artistes | Saturday Night Fever Soundtrack   | - Even Now – Barry Manilow - Grease Original Soundtrack Album – Diversos artistes - Running on Empty – Jackson Browne - Some Girls – The Rolling Stones                        | [ 22 ] |

### Dècada del 1980
| Any  | Guanyador(s)                                                              | Obra               | Nominats | Ref.   |
| ---- | ------------------------------------------------------------------------- | ------------------ | --- | ------ |
| 1980 | Billy Joel · produït per Phil Ramone                                      | 52nd Street        | - Minute by Minute – The Doobie Brothers - The Gambler – Kenny Rogers - Bad Girls – Donna Summer - Breakfast in America – Supertramp              | [ 23 ] |
| 1981 | Christopher Cross · produït per Michael Omartian                          | Christopher Cross  | - Glass Houses – Billy Joel - The Wall – Pink Floyd - Trilogy: Past Present Future – Frank Sinatra - Guilty – Barbra Streisand                    | [ 24 ] |
| 1982 | John Lennon & Yoko Ono · produït per Jack Douglas, John Lennon & Yoko Ono | Double Fantasy     | - Mistaken Identity – Kim Carnes - Breakin' Away – Al Jarreau - The Dude – Quincy Jones - Gaucho – Steely Dan                                     | [ 25 ] |
| 1983 | Toto · produït per Toto                                                   | Toto IV            | - American Fool – John Cougar - The Nightfly – Donald Fagen - The Nylon Curtain – Billy Joel - Tug of War – Paul McCartney                        | [ 26 ] |
| 1984 | Michael Jackson · produït per Michael Jackson & Quincy Jones              | Thriller           | - Let's Dance – David Bowie - An Innocent Man – Billy Joel - Synchronicity – The Police - Flashdance Soundtrack – Diversos artistes               | [ 27 ] |
| 1985 | Lionel Richie · produït per James Anthony Carmichael & Lionel Richie      | Can't Slow Down    | - She's So Unusual – Cyndi Lauper - Purple Rain – Prince & The Revolution - Born in the U.S.A. – Bruce Springsteen - Private Dancer – Tina Turner | [ 28 ] |
| 1986 | Phil Collins · produït per Hugh Padgham & Phil Collins                    | No Jacket Required | - Brothers in Arms – Dire Straits - Whitney Houston – Whitney Houston - The Dream of the Blue Turtles – Sting - We Are the World – USA for Africa | [ 29 ] |
| 1987 | Paul Simon · produït per Paul Simon                                       | Graceland          | - So – Peter Gabriel - Control – Janet Jackson - The Broadway Album – Barbra Streisand - Back in the High Life – Steve Winwood                    | [ 30 ] |
| 1988 | U2 · produït per Brian Eno & Daniel Lanois                                | The Joshua Tree    | - Whitney – Whitney Houston - Bad – Michael Jackson - Trio – Dolly Parton, Linda Ronstadt, & Emmylou Harris - Sign o' the Times – Prince          | [ 31 ] |
| 1989 | George Michael · produït per George Michael                               | Faith              | - Tracy Chapman – Tracy Chapman - Simple Pleasures – Bobby McFerrin - ...Nothing Like the Sun – Sting - Roll with It – Steve Winwood              | [ 32 ] |

### Dècada del 1990
| Any  | Guanyador(s)                       | Obra         | Nominats | Ref.   |
| ---- | ---------------------------------- | ------------ | --- | ------ |
| 1990 | Bonnie Raitt · produït per Don Was | Nick of Time | - The End of the Innocence – Don Henley - The Raw and the Cooked – Fine Young Cannibals - Full Moon Fever – Tom Petty - Traveling Wilburys Vol. 1 – Traveling Wilburys | [ 33 ] |

| Any                                          | Àlbum                                                               | Artista | Nominats |
| -------------------------------------------- | ------------------------------------------------------------------- | --- | -------- |
| 1991                                         |                                                                     | |          |
| Back on the Block                            | Quincy Jones & diversos artistes                                    | Quincy Jones, productor |          |
| ...But Seriously                             | Phil Collins                                                        | Phil Collins & Hugh Padgham, productors |          |
| Mariah Carey                                 | Mariah Carey                                                        | Mariah Carey, Rhett Lawrence, Ric Wake, Narada Michael Walden, Ben Margulies & Walter Afanasieff, productors                                                                                              |          |
| Please Hammer Don't Hurt 'Em                 | MC Hammer                                                           | Felton Pilate & James Earley, productors |          |
| Wilson Phillips                              | Wilson Phillips                                                     | Glen Ballard, productor |          |
| 1992                                         |                                                                     | |          |
| Unforgettable... with Love                   | Natalie Cole                                                        | David Foster, productor |          |
| Heart in Motion                              | Amy Grant                                                           | Keith Thomas, Brown Bannister & Michael Omartian, productors |          |
| Luck of the Draw                             | Bonnie Raitt                                                        | Don Was & Bonnie Raitt, productors |          |
| Out of Time                                  | R.E.M.                                                              | Scott Litt & R.E.M., productors |          |
| The Rhythm of the Saints                     | Paul Simon                                                          | Paul Simon, productor |          |
| 1993                                         |                                                                     | |          |
| Unplugged                                    | Eric Clapton                                                        | Russ Titelman, productor |          |
| Achtung Baby                                 | U2                                                                  | Daniel Lanois, Brian Eno & Steve Lillywhite, productors |          |
| Beauty and the Beast                         | Diversos artistes                                                   | Howard Ashman, Alan Menken & Walter Afanasieff, productors |          |
| Diva                                         | Annie Lennox                                                        | Stephen Lipson, productor |          |
| Ingénue                                      | k.d. lang                                                           | Greg Penny, Ben Mink & k.d. lang, productors |          |
| 1994                                         |                                                                     | |          |
| The Bodyguard                                | Whitney Houston                                                     | David Foster, Narada Michael Walden, L.A. Reid, Babyface, Whitney Houston & BeBe Winans, productors |          |
| Automatic for the People                     | R.E.M.                                                              | Scott Litt & R.E.M., productors |          |
| Kamakiriad                                   | Donald Fagen                                                        | Walter Becker, productor |          |
| River of Dreams                              | Billy Joel                                                          | Dan Kortchmar, Billy Joel & Joe Nicolo, productors |          |
| Ten Summoner's Tales                         | Sting                                                               | Hugh Padgham & Sting, productors |          |
| 1995                                         |                                                                     | |          |
| MTV Unplugged                                | Tony Bennett                                                        | David Kahne, productor |          |
| From the Cradle                              | Eric Clapton                                                        | Eric Clapton & Russ Titelman, productors |          |
| Longing in Their Hearts                      | Bonnie Raitt                                                        | Bonnie Raitt & Don Was, productors |          |
| Seal                                         | Seal                                                                | Trevor Horn, productor |          |
| The 3 Tenors in Concert 1994                 | Josep Carreras, Plácido Domingo & Luciano Pavarotti amb Zubin Mehta | Tibor Rudas, productor |          |
| 1996                                         |                                                                     | |          |
| Jagged Little Pill                           | Alanis Morissette                                                   | Glen Ballard, productor |          |
| Daydream                                     | Mariah Carey                                                        | Walter Afanasieff, Mariah Carey, Jermaine Dupri, Dave Hall, David Morales & Manuel Seal, productors |          |
| HIStory: Past, Present and Future, Book I    | Michael Jackson                                                     | Dallas Austin, Bill Bottrell, David Foster, Janet Jackson, Michael Jackson, Jimmy Jam, R. Kelly, Terry Lewis, Rene & Bruce Swedien, productors                                                            |          |
| Relish                                       | Joan Osborne                                                        | Rick Chertoff, productor |          |
| Vitalogy                                     | Pearl Jam                                                           | Brendan O'Brien & Pearl Jam, productors |          |
| 1997                                         |                                                                     | |          |
| Falling into You                             | Celine Dion                                                         | Roy Bittan, Jeff Bova, David Foster, Humberto Gatica, Jean-Jacques Goldman, Rick Hahn, Dan Hill, John Jones, Aldo Nova, Rick Nowels, Steven Rinkoff, Billy Steinberg, Jim Steinman & Ric Wake, productors |          |
| Mellon Collie and the Infinite Sadness       | The Smashing Pumpkins                                               | Billy Corgan, Flood & Alan Moulder, productors |          |
| Odelay                                       | Beck                                                                | Beck Hansen & The Dust Brothers, productors |          |
| The Score                                    | The Fugees                                                          | Diamond D, Jerry "Te Bass" Duplessis, John Forté, Lauryn Hill, Shawn King, Prakazrel "Pras", Salaam Remi, Handel Tucker & Wyclef                                                                          |          |
| Waiting to Exhale: Original Soundtrack Album | Diversos artistes                                                   | Babyface, productor |          |
| 1998                                         |                                                                     | |          |
| Time Out of Mind                             | Bob Dylan                                                           | Daniel Lanois, productor |          |
| The Day                                      | Babyface                                                            | Babyface, productor |          |
| Flaming Pie                                  | Paul McCartney                                                      | Jeff Lynne, George Martin & Paul McCartney, productors |          |
| OK Computer                                  | Radiohead                                                           | Nigel Godrich & Radiohead, productors |          |
| This Fire                                    | Paula Cole                                                          | Paula Cole, productor |          |
| 1999                                         |                                                                     | |          |
| The Miseducation of Lauryn Hill              | Lauryn Hill                                                         | Lauryn Hill, productora; Comissioner Gordon, Matt Howe, Storm Jefferson, Ken Johnston, Tony Prendatt, Warren Riker, Chris Theis & Johnny Wyndrx, enginyers de gravació/mescladors                         |          |
| Come on Over                                 | Shania Twain                                                        | Robert John "Mutt" Lange, productor; Jeff Balding & Mike Shipley, enginyers de gravació/mescladors |          |
| The Globe Sessions                           | Sheryl Crow                                                         | Sheryl Crow, productora; Tchad Blake, Trina Shoemaker & Andy Wallace, enginyers de gravació/mescladors |          |
| Ray of Light                                 | Madonna                                                             | Marius De Vries, Patrick Leonard, Madonna & William Orbit, productors; Jon Englesby, Pat McCarthy & David Reitzas, enginyers de gravació/mescladors                                                       |          |
| Version 2.0                                  | Garbage                                                             | Garbage, productors; Billy Bush, enginyer de gravació/mesclador |          |

### Dècada del 2000
| Any                                       | Àlbum                           | Artista | Nominats |
| ----------------------------------------- | ------------------------------- | --- | -------- |
| 2000                                      |                                 | |          |
| Supernatural                              | Santana                         | Clive Davis & Carlos Santana, productors; Steve Fontano, enginyer de gravació/mesclador |          |
| FanMail                                   | TLC                             | Dallas Austin, productor; Carlton Lynn, enginyer de gravació/mesclador |          |
| Fly                                       | Dixie Chicks                    | Blake Chancey & Paul Worley, productors; John Guess & Billy Sherrill, enginyers de gravació/mescladors |          |
| Millennium                                | Backstreet Boys                 | Max Martin, Kristian Lundin, Rami, Robert John "Mutt" Lange, Stephen Lipson, Mattias Gustafsson, Timmy Allen, Edwin "Tony" Nicholas & Eric Foster White, productors |          |
| When I Look in Your Eyes                  | Diana Krall                     | Tommy LiPuma & Johnny Mandel, productors; Al Schmitt, enginyer de gravació/mesclador |          |
| 2001                                      |                                 | |          |
| Two Against Nature                        | Steely Dan                      | Walter Becker & Donald Fagen, productors; Phil Burnett, Roger Nichols, Dave Russell & Elliot Scheiner, enginyers de gravació/mescladors |          |
| Kid A                                     | Radiohead                       | Radiohead, productor; Nigel Godrich, enginyer de gravació/mesclador |          |
| The Marshall Mathers LP                   | Eminem                          | Jeff Bass, Mark Bass, Dr. Dre, Eminem & The 45 King, productors; Rich Behrens, Mike Butler, Chris Conway, Rob Ebeling, Michelle Forbes, Richard Segal Huredia, Steve King, Aaron Lepley, James McCrone, Akane Nakamura & Lance Pierre, enginyers de gravació/mescladors |          |
| Midnite Vultures                          | Beck                            | Beck Hansen & Dust Brothers, productors |          |
| You're the One                            | Paul Simon                      | Paul Simon, productor; Andy Smith, enginyer de gravació/mesclador |          |
| 2002                                      |                                 | |          |
| O Brother, Where Art Thou? Soundtrack     | Diversos artistes               | T Bone Burnett, productor; Mike Piersante, enginyer de gravació/mesclador |          |
| Acoustic Soul                             | India.Arie                      | India.Arie, Mark Batson, Carlos "Six July" Broady, Blue Miller & Bob Power, productors; Mark Batson, Carlos "Six July" Broady, Kevin Haywood, Avery Johnson, George Karas, Jim Lightman, Blue Miller, Mark Niemiec, Bob Power, Mike Shipley, Alvin Speights, Mike Tocci & Dave Way, enginyers de gravació/mescladors |          |
| All That You Can't Leave Behind           | U2                              | Brian Eno & Daniel Lanois, productors; Brian Eno, Steve Fitzmaurice, Julian Gallagher, Mike Hedges, Daniel Lanois, Steve Lillywhite, Tim Palmer, Richard Rainey & Richard Stannard, enginyers de gravació/mescladors |          |
| Love and Theft                            | Bob Dylan                       | Jack Frost, productor; Chris Shaw, enginyer de gravació/mesclador |          |
| Stankonia                                 | OutKast                         | Earthtone III, Organized Noize & Antonio "LA" Reid, productors; Jarvis Blackshear, Leslie Brathwaite, Josh Butler, Ralph Cacciurri, John Frye, Mark "DJ Exit" Goodchild, Carl Mo, Kevin Parker, Neal H. Pogue, Richard H. Segal, Kenneth Stallworth, Matt Still, Jason Stokes, Bernasky Wall & Derrick Williams, enginyer de gravació/mescladors |          |
| 2003                                      |                                 | |          |
| Come Away with Me                         | Norah Jones                     | Norah Jones, Arif Mardin, Jay Newland & Craig Street, productors; Husky Huskolds, Arif Mardin & Jay Newland, enginyers de gravació/mescladors; Ted Jensen, enginyer de masterització |          |
| The Eminem Show                           | Eminem                          | Jeff Bass, Dr. Dre, Eminem & Denaun Porter, productors; Steve Baughman, Mauricio "Veto" Iragorri & Steve King, enginyers de gravació/mescladors; Brian "Big Bass" Gardner, enginyer de masterització |          |
| Home                                      | Dixie Chicks                    | Dixie Chicks & Lloyd Maines, productors; Gary Paczosa, enginyer de gravació/mesclador; Robert Hadley & Doug Sax, enginyers de masterització |          |
| Nellyville                                | Nelly                           | Jason "Jay E" Epperson, Just Blaze, The Neptunes, The Trackboyz & Waiel "Wally" Yaghnam, productors; Steve Eigner, Brian Garten, Russ Giraud, Gimel "Young Guru" Keaton, Greg Morgenstein, Matt Still & Rich Travali, enginyers de gravació/mescladors; Herb Powers, enginyer de masterització |          |
| The Rising                                | Bruce Springsteen               | Brendan O'Brien, productor; Nick Didia & Brendan O'Brien, enginyers de gravació/mescladors; Bob Ludwig, enginyer de masterització |          |
| 2004                                      |                                 | |          |
| Speakerboxxx/The Love Below               | OutKast                         | André 3000 & Antwon "Big Boi" Patton, productors; Vincent Alexander, Chris Carmouche, Kevin "KD" Davis, Reggie Dozier, John Frye, Robert Hannon, Padraic Kernin, Moka Nagatani, Pete Novak, Brian Paturalski, Neal Pogue, Dexter Simmons, Matt Still & Darrell Thorpe, enginyers de gravació/mescladors; Brian Gardner & Bernie Grundman, enginyers de masterització |          |
| Elephant                                  | The White Stripes               | Jack White, productor; Liam Watson & Jack White, enginyers de gravació/mescladors; Noel Summerville, enginyer de masterització |          |
| Fallen                                    | Evanescence                     | Dave Fortman & Ben Moody, productors; Jay Baumgardner, Dave Fortman & Jeremy Parker, enginyers de gravació/mescladors; Ted Jensen, enginyer de masterització |          |
| Justified                                 | Justin Timberlake               | Brian McKnight, The Neptunes, Scott Storch, Timbaland & The Underdogs, productors; Andrew Coleman, Jimmy Douglass, Serban Ghenea, Dabling Harward, Steve Penny, Dave "Hard Drive" Pensado, Dave "Natural Love" Russell, Timbaland & Chris Wood, enginyers de gravació/mescladors; Herb Powers Jr., enginyer de masterització |          |
| Under Construction                        | Missy Elliott                   | Craig Brockman, Missy "Misdemeanor" Elliott, Erroll "Poppi" McCalla, Nisan & Timbaland, productors; Jeff Allen, Carlos "El Loco" Bedoya, Josh Butler, Senator Jimmy D, Guru, Timbaland & Mike Wilson, enginyers de gravació/mescladors; Herb Powers, enginyer de masterització |          |
| 2005                                      |                                 | |          |
| Genius Loves Company                      | Ray Charles & diversos artistes | John Burk, Terry Howard, Don Mizell, Phil Ramone & Herbert Waltl, productors; Robert Fernandez, John Harris, Terry Howard, Pete Karam, Joel Moss, Al Schmitt & Ed Thacker, enginyers de gravació/mescladors; Robert Hadley & Doug Sax, enginyers de masterització |          |
| American Idiot                            | Green Day                       | Billie Joe Armstrong, Rob Cavallo, Mike Dirnt & Tré Cool, productors; Chris Lord-Alge & Doug McKean, enginyers de gravació/mescladors; Ted Jensen, enginyer de masterització |          |
| The College Dropout                       | Kanye West                      | Kanye West, productor; Eddy Schreyer, enginyers de gravació/mesclador; Eddy Schreyer, enginyer de masterització |          |
| Confessions                               | Usher                           | Bobby Ross Avila, Valdez Brantley, Bryan Michael Cox, Vidal Davis, Destro Music, Jermaine Dupri, Andre Harris, Rich Harrison, IZ, Jimmy Jam, Just Blaze, James Lackey, Terry Lewis, Juan Johnny Najera, Pro J, Usher Raymond, Jonathan "Lil Jon" Smith, Aaron Spears, Arthur Strong, Thicke & James "Big Jim" Wright, productors; Ian Cross, Kevin "KD" Davis, Vidal Davis, Vince DeLorenzo, Jermaine Dupri, Blake Eisman, Brian Frye, John Frye, Serban Ghenea, Andre Harris, John Horesco IV, Ken Lewis, Matt Marrin, Manny Marroquin, Tony Maserati, Pro J, Donnie Scantz, Jon Smeltz, Jonathan "Lil Jon" Smith, Phil Tan, The Trak Starz, Mark Vinten & Ryan West, enginyers de gravació/mescladors; Herb Powers, enginyer de masterització |          |
| The Diary of Alicia Keys                  | Alicia Keys                     | Kerry "Krucial" Brothers, Vidal Davis, Easy Mo Bee, Andre Harris, Alicia Keys, Kumasi, Timbaland, Kanye West & Dwayne "D. Wigg" Wiggins, productors; Tony Black, Kerry "Krucial" Brothers, Vincent Dilorenzo, Russ Elevado, Manny Marroquin, Walter Millsap III, Ann Mincieli & Pat Viala, enginyers de gravació/mescladors; Herb Powers, Jr., enginyer de masterització |          |
| 2006                                      |                                 | |          |
| How to Dismantle an Atomic Bomb           | U2                              | Brian Eno, Flood, Daniel Lanois, Jacknife Lee, Steve Lillywhite & Chris Thomas, productors; Greg Collins, Flood, Carl Glanville, Simon Gogerly, Nellee Hooper, Jacknife Lee & Steve Lillywhite, enginyers de gravació/mescladors; Arnie Acosta, enginyer de masterització |          |
| Chaos and Creation in the Backyard        | Paul McCartney                  | Nigel Godrich, productor; Darrell Thorp, enginyers de gravació/mesclador; Alan Yoshida, enginyer de masterització |          |
| The Emancipation of Mimi                  | Mariah Carey                    | Mariah Carey, Brian Michael Cox, Jermaine Dupri, Young Genius, Scram Jones, The Legendary Traxster, LROC, The Neptunes, James Poyser, Manuel Seal, Kanye West & James "Big Jim" Wright, productors; Dana Jon Chappelle, Jermaine Dupri, Bryan Frye, Brian Garten, John Horesco IV, Manny Marroquin, Mike Pierce, Phil Tan & Pat "Pat 'Em Down" Viala, enginyers de gravació/mescladors; Herb Powers, enginyer de masterització |          |
| Late Registration                         | Kanye West                      | Jon Brion, Warryn "Baby Dubb" Campbell, Just Blaze, Devo Springsteen & Kanye West, productors; Craig Bauer, Tom Biller, Andrew Dawson, Mike Dean, Anthony Kilhofer, Manny Marroquin, Richard Reitz & Brian Sumner, enginyers de gravació/mescladors; Vlado Meller, enginyer de masterització |          |
| Love. Angel. Music. Baby.                 | Gwen Stefani                    | André 3000, Dallas Austin, Dr. Dre, Nellee Hooper, Jimmy Jam, Tony Kanal, Terry Lewis, The Neptunes, Linda Perry & Johnny Vulture, productors; André 3000, Andrew Coleman, Greg Collins, Ian Cross, Dr. Dre, John Frye, Simon Gogerly, Mauricio "Veto" Iragorri, Matt Marin, Colin "Dog" Mitchell, Pete Novak, Ian Rossiter, Rick Sheppard, Mark "Spike" Stent, Phil Tan & Johnny Vulture, enginyers de gravació/mescladors; Brian "Big Bass" Gardner, enginyer de masterització |          |
| 2007                                      |                                 | |          |
| Taking the Long Way                       | Dixie Chicks                    | Rick Rubin, productor; Richard Dodd, Jim Scott & Chris Testa, enginyers de gravació/mescladors; Richard Dodd, enginyer de masterització |          |
| Continuum                                 | John Mayer                      | Steve Jordan & John Mayer, productors; John Alagia, Michael Brauer, Joe Ferla, Chad Franscoviak, Manny Marroquin & Dave O'Donnell, enginyers de gravació/mescladors; Greg Calbi, enginyer de masterització |          |
| FutureSex/LoveSounds                      | Justin Timberlake               | Nate (Danga) Hills, Jawbreakers, Rick Rubin, Timbaland & Justin Timberlake, productors; Jimmy Douglass, Serban Ghenea, Padraic Kerin, Jason Lader, Andrew Scheps, Timbaland & Ethan Willoughby, enginyers de gravació/mescladors; Herb Powers, Jr., enginyer de masterització |          |
| St. Elsewhere                             | Gnarls Barkley                  | Danger Mouse, productor; Ben H. Allen, Danger Mouse & Kennie Takahashi, enginyers de gravació/mescladors; Mike Lazer, enginyer de masterització |          |
| Stadium Arcadium                          | Red Hot Chili Peppers           | Rick Rubin, productor; Ryan Hewitt, Mark Linette & Andrew Scheps, enginyers de gravació/mescladors; Vlado Meller, enginyer de masterització |          |
| 2008                                      |                                 | |          |
| River: The Joni Letters                   | Herbie Hancock                  | Leonard Cohen, Norah Jones, Joni Mitchell, Corinne Bailey Rae, Luciana Souza & Tina Turner, featured artists; Herbie Hancock & Larry Klein, productors; Helik Hadar, enginyers de gravació/mescladors; Bernie Grundman, enginyer de masterització |          |
| Back to Black                             | Amy Winehouse                   | Mark Ronson & Salaamremi, productors; Tom Elmhirst, Gary Noble & Franklin Socorro, enginyers de gravació/mescladors; Mark Ronson, enginyer de masterització |          |
| Echoes, Silence, Patience & Grace         | Foo Fighters                    | Gil Norton, productor; Adrian Bushby & Rich Costey, enginyers de gravació/mescladors; Brian Gardner, enginyer de masterització |          |
| Graduation                                | Kanye West                      | Dwele, Lil Wayne, Mos Def & T-Pain, featured artists; Warryn "Baby Dubb" Campbell, Eric Hudson, Brian "Allday" Miller, Nottz, Patrick "Plain Pat" Reynolds, Gee Roberson, Toomp & Kanye West, productors; Bruce Beuchner, Andrew Dawson, Mike Dean, Anthony Kilhoffer, Greg Koller, Manny Marroquin, Nottz Raw, Tony Rey, Seiji Sekine, Paul Sheehy & D. Sloan, enginyers de gravació/mescladors; Vlado Meller, enginyer de masterització |          |
| These Days                                | Vince Gill                      | John Anderson, Guy Clarke, Rodney Crowell, Diana Krall & The Del McCoury Band, featured artists; Vince Gill, John Hobbs & Justin Niebank, productors; Neal Cappellino & Justin Niebank, enginyers de gravació/mescladors; Adam Ayan, enginyer de masterització |          |
| 2009                                      |                                 | |          |
| Raising Sand                              | Robert Plant & Alison Krauss    | T Bone Burnett, productor; Mike Piersante, enginyer de gravació/mesclador; Gavin Lurssen, enginyer de masterització |          |
| In Rainbows                               | Radiohead                       | Nigel Godrich, productor; Nigel Godrich, Dan Grech-Marguerat, Hugo Nicolson & Richard Woodcraft, enginyers de gravació/mescladors; Bob Ludwig, enginyer de masterització |          |
| Tha Carter III                            | Lil Wayne                       | Babyface, Brisco, Fabolous, Jay-Z, Kidd Kidd, Busta Rhymes, Juelz Santana, D. Smith, Static Major, T-Pain & Bobby Valentino, featured artists; Alchemist, David Banner, Vaushaun "Maestro" Brooks, Cool & Dre, Andrews "Drew" Correa, Shondrae "Mr. Bangladesh" Crawford, Darius "Deezle" Harrison, Jim Jonsin, Mousa, Pro Jay, Rodnae, Skillz & Play, D. Smith, Swizz Beatz, Robin Thicke, T-Pain & Kanye West, productors; Angel Aponte, Joshua Berkman, Andrew Dawson, Joe G, Darius "Deezle" Harrison, Fabian Marasciullo, Miguel Scott, Robin Thicke, Julian Vasquez & Gina Victoria, enginyers de gravació/mescladors; Vlado Meller, enginyer de masterització                                                                            |          |
| Viva la Vida or Death and All His Friends | Coldplay                        | Markus Dravs, Brian Eno & Rik Simpson, productors; Michael H. Brauer, Markus Dravs, John O'Mahoney, Rik Simpson & Andy Wallace, enginyers de gravació/mescladors; Bob Ludwig, enginyer de masterització |          |
| Year of the Gentleman                     | Ne-Yo                           | Chuck Harmony, Ne-Yo, Polow Da Don, StarGate, Stereotypes, Syience, Shea Taylor & Shomari "Sho" Wilson, productors; Kirven Arrington, Jeff Chestek, Kevin "KD" Davis, Mikkel Eriksen, Jaymz Hardy Martin, III, Geno Regist, Phil Tan & Tony Terrebonne, enginyers de gravació/mescladors; Herb Powers, Jr., enginyer de masterització |          |

### Dècada del 2010
| Any                                                  | Àlbum                   | Artista | Nominats |
| ---------------------------------------------------- | ----------------------- | --- | -------- |
| 2010                                                 |                         | |          |
| Fearless                                             | Taylor Swift            | Colbie Caillat, featured artist; Nathan Chapman & Taylor Swift, productors; Chad Carlson, Nathan Chapman & Justin Niebank, enginyers de gravació/mescladors; Hank Williams, enginyer de masterització |          |
| Big Whiskey and the GrooGrux King                    | Dave Matthews Band      | Shondrae "Mr. Bangledesh" Crawford, Ian Dench, D-Town, Toby Gad, Sean "The Pen" Garrett, Amanda Ghost, Jim Jonsin, Beyoncé Knowles, Rico Love, Dave McCracken, Terius "The Dream" Nash, Radio Killa, Stargate, Christopher "Tricky" Stewart, Ryan Tedder & Wayne Wilkins, productors; Jim Caruana, Mikkel S. Eriksen, Toby Gad, Kuk Harrell, Jim Jonsin, Jaycen Joshua, Dave Pensado, Radio Killa, Mark "Spike" Stent, Ryan Tedder, Brian "B-LUV" Thomas, Marcos Tovar, Miles Walker & Wayne Wilkins, enginyers de gravació/mescladors; Tom Coyne, enginyer de masterització |          |
| The E.N.D.                                           | The Black Eyed Peas     | Apl.de.ap, Jean Baptiste, Printz Board, DJ Replay, Funkagenda, David Guetta, Keith Harris, Mark Knight, Poet Name Life, Frederick Riesterer & will.i.am, productors; Dylan "3D" Dresdow, Padraic "Padlock" Kerin & will.i.am, enginyers de gravació/mescladors; Chris Bellman, enginyer de masterització |          |
| The Fame                                             | Lady Gaga               | Flo Rida, Colby O'Donis & Space Cowboy, featured artists; Brian & Josh, Rob Fusari, Martin Kierszenbaum, RedOne & Space Cowboy, productors; 4Mil, Robert Orton, RedOne, Dave Russell & Tony Ugval, enginyers de gravació/mescladors; Gene Grimaldi, enginyer de masterització |          |
| I Am... Sasha Fierce                                 | Beyoncé                 | Shondrae "Mr. Bangledesh" Crawford, Ian Dench, D-Town, Toby Gad, Sean "The Pen" Garrett, Amanda Ghost, Jim Jonsin, Beyoncé Knowles, Rico Love, Dave McCracken, Terius "The Dream" Nash, Radio Killa, Stargate, Christopher "Tricky" Stewart, Ryan Tedder & Wayne Wilkins, productors; Jim Caruana, Mikkel S. Eriksen, Toby Gad, Kuk Harrell, Jim Jonsin, Jaycen Joshua, Dave Pensado, Radio Killa, Mark "Spike" Stent, Ryan Tedder, Brian "B-LUV" Thomas, Marcos Tovar, Miles Walker & Wayne Wilkins, enginyers de gravació/mescladors; Tom Coyne, enginyer de masterització |          |
| 2011                                                 |                         | |          |
| The Suburbs                                          | Arcade Fire             | Arcade Fire & Markus Dravs, productors; Arcade Fire, Mark Lawson & Craig Silvey, enginyers de gravació/mescladors; Mark Lawson, enginyer de masterització |          |
| The Fame Monster                                     | Lady Gaga               | Beyoncé, featured artist; Ron Fair, Fernando Garibay, Tal Herzberg, Rodney Jerkins, Lady Gaga, RedOne, Teddy Riley & Space Cowboy, productors; Eelco Bakker, Christian Delano, Mike Donaldson, Paul Foley, Tal Herzberg, Rodney Jenkins, Hisashi Mizoguchi, Robert Orton, Dan Parry, Jack Joseph Puig, RedOne, Teddy Riley, Dave Russel, Johnny Severin, Space Cowboy, Mark Stent, Jonas Wetling & Frank Wolff, enginyers de gravació/mescladors; Gene Grimaldi, enginyer de masterització |          |
| Need You Now                                         | Lady Antebellum         | Lady Antebellum & Paul Worley, productors; Clarke Schleicher, enginyer de gravació/mesclador; Andrew Mendelson, enginyer de masterització |          |
| Recovery                                             | Eminem                  | Kobe, Lil Wayne, Pink & Rihanna, featured artists; Alex Da Kid, Boi-1da, Nick Brongers, Dwayne “Supa Dups” Chin-Quee, DJ Khalil, Dr. Dre, Eminem, Jason Gilbert, Havoc, Emile Haynie, Jim Jonsin, Just Blaze, Magnedo7, Mr. Porter, Robert Reyes, Makeba Riddick & Script Shepherd, productors; Alex Da Kid, Dwayne “Supa Dups” Chin-Quee, Kal “Boogie” Dellaportas, Dr. Dre, Eminem, Mauricio “Veto” Iragorri, Just Blaze, Robert Marks, Alex Merzin, Matthew Samuels, Joe Strange, Mike Strange & Ryan West, enginyers de gravació/mescladors; Brian “Big Bass” Gardner, enginyer de masterització |          |
| Teenage Dream                                        | Katy Perry              | Snoop Dogg, featured artist; Ammo, Benny Blanco, Dr. Luke, Kuk Harrell, Max Martin, Stargate, C. “Tricky” Stewart, Sandy Vee & Greg Wells, productors; Steve Churchyard, Mikkel S. Eriksen, Serban Ghenea, John Hanes, Sam Holland, Jaycen-Joshua, Damien Lewis, Chris O’Ryan, Carlos Oyanedel, Paris, Phil Tan, Brain Thomas, Lewis Tozour, Miles Walker, Emily Wright & Andrew Wuepper, enginyers de gravació/mescladors; Brian Gardner, enginyer de masterització |          |
| 2012                                                 |                         | |          |
| 21                                                   | Adele                   | Jim Abbiss, Adele Adkins, Paul Epworth, Rick Rubin, Fraser T Smith, Ryan Tedder & Dan Wilson, productors; Jim Abbiss, Philip Allen, Beatriz Artola, Ian Dowling, Tom Elmhirst, Greg Fidelman, Dan Parry, Steve Price, Mark Rankin, Andrew Scheps, Fraser T. Smith & Ryan Tedder, enginyers de gravació/mescladors; Tom Coyne, enginyer de masterització |          |
| Born This Way                                        | Lady Gaga               | Paul Blair, DJ Snake, Fernando Garibay, Lady Gaga, Robert John "Mutt" Lange, Jeppe Laursen, RedOne & Clinton Sparks, productors; Fernando Garibay, Bill Malina, Trevor Muzzy, RedOne, Dave Russell, Justin Shirley Smith, Horace Ward & Tom Ware, enginyers de gravació/mescladors; Gene Grimaldi, enginyer de masterització |          |
| Doo-Wops & Hooligans                                 | Bruno Mars              | B.o.B, Cee Lo Green & Damian Marley, featured artists; Dwayne "Supa Dups" Chin-Quee, Needlz & The Smeezingtons, productors; Ari Levine & Manny Marroquin, enginyers de gravació/mescladors; Stephen Marcussen, enginyer de masterització |          |
| Loud                                                 | Rihanna                 | Drake, Eminem & Nicki Minaj, featured artists; Ester Dean, Mikkel S. Eriksen, Alex Da Kid, Kuk Harrell, Tor Erik Hermansen, Mel & Mus, Awesome Jones, Makeba Riddick, The Runners, Sham, Soundz, Chris "Tricky" Stewart, Sandy Vee & Willy Will, productors; Ariel Chobaz, Cary Clark, Mikkel S. Eriksen, Alex Da Kid, Josh Gudwin, Kuk Harrell, Jaycen Joshua, Manny Marroquin, Dana Nielsen, Chad "C-Note" Roper, Noah "40" Shebib, Corey Shoemaker, Jay Stevenson, Mike Strange, Phil Tan, Brian "B-Luv" Thomas, Marcos Tovar, Sandy Vee, Jeff "Supa Jeff" Villanueva, Miles Walker & Andrew Wuepper, enginyers de gravació/mescladors; Chris Gehringer, enginyer de masterització                                                                                   |          |
| Wasting Light                                        | Foo Fighters            | Butch Vig, productor; James Brown & Alan Moulder, enginyers de gravació/mescladors; Joe LaPorta & Emily Lazar, enginyer de masterització |          |
| 2013                                                 |                         | |          |
| Babel                                                | Mumford & Sons          | Markus Dravs, productor; Robin Baynton & Ruadhri Cushnan, enginyers de gravació/mescladors; Bob Ludwig, enginyer de masterització |          |
| Blunderbuss                                          | Jack White              | Jack White, productor; Vance Powell & Jack White, enginyers de gravació/mescladors; Bob Ludwig, enginyer de masterització |          |
| Channel Orange                                       | Frank Ocean             | André 3000, John Mayer & Earl Sweatshirt, featured artists; Om'Mas Keith, Malay, Frank Ocean & Pharrell Williams, productors; Calvin Bailif, Andrew Coleman, Jeff Ellis, Doug Fenske, Om'Mas Keith, Malay, Frank Ocean, Philip Scott, Mark "Spike" Stent, Pat Thrall, Marcos Tovar & Vic Wainstein, enginyers de gravació/mescladors; Vlado Meller, enginyer de masterització |          |
| El Camino                                            | The Black Keys          | The Black Keys & Danger Mouse, productors; Tchad Blake, Tom Elmhirst & Kennie Takahashi, enginyers de gravació/mescladors; Brian Lucey, enginyer de masterització |          |
| Some Nights                                          | Fun.                    | Janelle Monáe, featured artist; Jeff Bhasker, Emile Haynie, Jake One & TommyD, productors; Jeff Bhasker, Pete Bischoff, Jeff Chestek, Andrew Dawson, Emile Haynie, Manny Marroquin, Sonny Pinnar & Stuart White, enginyers de gravació/mescladors; Chris Gehringer, enginyer de masterització |          |
| 2014                                                 |                         | |          |
| Random Access Memories                               | Daft Punk               | Julian Casablancas, DJ Falcon, Todd Edwards, Chilly Gonzales, Giorgio Moroder, Panda Bear, Nile Rodgers, Paul Williams & Pharrell Williams, featured artists; Thomas Bangalter, Julian Casablancas, Guy-Manuel De Homem-Christo, DJ Falcon & Todd Edwards, productors; Peter Franco, Mick Guzauski, Florian Lagatta, Guillaume Le Braz & Daniel Lerner, enginyers de gravació/mescladors; Bob Ludwig, enginyer de masterització |          |
| The Blessed Unrest                                   | Sara Bareilles          | Sara Bareilles, Mark Endert & John O'Mahony, productors; Jeremy Darby, Mark Endert & John O'Mahony, enginyers de gravació/mescladors; Greg Calbi, enginyer de masterització |          |
| Good Kid, M.A.A.D City                               | Kendrick Lamar          | Mary J. Blige, Dr. Dre, Drake, Jay Rock, Jay-Z, MC Eiht & Anna Wise, featured artists; DJ Dahi, Hit-Boy, Skhye Hutch, Just Blaze, Like, Terrace Martin, Dawaun Parker, Pharrell Williams, Rahki, Scoop DeVille, Sounwave, Jack Splash, Tabu, Tha Bizness & T-Minus, productors; Derek Ali, Dee Brown, Dr. Dre, James Hunt, Mauricio "Veto" Iragorri, Mike Larson, Jared Scott, Jack Splash & Andrew Wright, enginyers de gravació/mescladors; Mike Bozzi & Brian Gardner, enginyers de masterització |          |
| The Heist                                            | Macklemore & Ryan Lewis | Ab-Soul, Ben Bridwell, Ray Dalton, Eighty4 Fly, Hollis, Mary Lambert, Buffalo Madonna, Evan Roman, Schoolboy Q, Allen Stone, The Teaching & Wanz, featured artists; Ryan Lewis, productor; Ben Haggerty, Ryan Lewis, Amos Miller, Reed Ruddy & Pete Stewart, enginyers de gravació/mescladors; Brian Gardner, enginyer de masterització |          |
| Red                                                  | Taylor Swift            | Gary Lightbody & Ed Sheeran, featured artists; Jeff Bhasker, Nathan Chapman, Dann Huff, Jacknife Lee, Max Martin, Shellback, Taylor Swift, Butch Walker & Dan Wilson, productors; Joe Baldridge, Sam Bell, Matt Bishop, Chad Carlson, Nathan Chapman, Serban Ghenea, John Hanes, Sam Holland, Michael Ilbert, Taylor Johnson, Jacknife Lee, Steve Marcantonio, Manny Marroquin, Justin Niebank, John Rausch, Eric Robinson, Pawel Sek, Jake Sinclair, Mark "Spike" Stent & Andy Thompson, enginyers de gravació/mescladors; Tom Coyne & Hank Williams, enginyers de masterització |          |
| 2015                                                 |                         | |          |
| Morning Phase                                        | Beck                    | Beck Hansen, productor; Tom Elmhirst, David Greenbaum, Florian Lagatta, Cole Marsden Greif-Neill, Robbie Nelson, Darrell Thorp, Cassidy Turbin & Joe Visciano, enginyers de gravació/mescladors; Bob Ludwig, enginyer de masterització |          |
| Beyoncé                                              | Beyoncé                 | Chimamanda Ngozi Adichie, Drake, Jay-Z & Frank Ocean, featured artists; Ammo, BBoots, James Fauntleroy, DetailNoel "Detail" Fisher, Jerome Harmon, Hit-Boy, Beyoncé Knowles, Terius "The-Dream" Nash, Caroline Polachek, Rey Reel, Noah "40" Shebib, Ryan Tedder, Timbaland, Justin Timberlake, Key Wane, Pharrell Williams & Patrick Wimberly, productors; Boots, Noel Cadastre, Noel "Gadget" Campbell, Rob Cohen, Andrew Coleman, Chris Godbey, Justin Hergett, James Krausse, Mike Larson, Jonathan Lee, Tony Maserati, Ann Mincieli, Caroline Polachek, Andrew Scheps, Bart Schoudel, Noah "40" Shebib, Ryan Tedder, Stuart White & Jordan "DJ Swivel" Young, enginyers de gravació/mescladors; Tom Coyne, James Krausse & Aya Merrill, enginyers de masterització |          |
| Girl                                                 | Pharrell Williams       | Alicia Keys & Justin Timberlake, featured artists; Pharrell Williams, productor; Leslie Brathwaite, Adrian Breakspear, Andrew Coleman, Jimmy Douglas, Hart Gunther, Mick Guzauski, Florian Lagatta, Mike Larson, Stephanie McNally, Alan Meyerson, Ann Mincieli & Kenta Yonesaka, enginyers de gravació/mescladors; Bob Ludwig, enginyer de masterització |          |
| In the Lonely Hour                                   | Sam Smith               | Steve Fitzmaurice, Komi, Howard Lawrence, Zane Lowe, Mojam, Jimmy Napes, Naughty Boy, Fraser T. Smith, Two Inch Punch & Eg White, productors; Michael Angelo, Graham Archer, Steve Fitzmaurice, Simon Hale, Darren Heelis, James Murray, Jimmy Napes, Mustafa Omer, Dan Parry, Steve Price & Eg White, enginyers de gravació/mescladors; Tom Coyne & Stuart Hawkes, enginyers de masterització |          |
| x                                                    | Ed Sheeran              | Jeff Bhasker, Benny Blanco, Jake Gosling, Johnny McDaid, Rick Rubin & Pharrell Williams, productors; Andrew Coleman, Jake Gosling, Matty Green, Will Hicks, Tyler Sam Johnson, Jason Lader, Johnny McDaid, Chris Sclafani, Mark Stent & Geoff Swan, enginyers de gravació/mescladors; Stuart Hawkes, enginyer de masterització |          |
| 2016                                                 |                         | |          |
| 1989                                                 | Taylor Swift            | Jack Antonoff, Nathan Chapman, Imogen Heap, Max Martin, Mattman & Robin, Ali Payami, Shellback, Taylor Swift, Ryan Tedder & Noel Zancanella, productors; Jack Antonoff, Mattias Bylund, Smith Carlson, Nathan Chapman, Serban Ghenea, John Hanes, Imogen Heap, Sam Holland, Michael Ilbert, Brendan Morawski, Laura Sisk & Ryan Tedder, enginyers de gravació/mescladors; Tom Coyne, enginyer de masterització |          |
| Beauty Behind the Madness                            | The Weeknd              | Lana Del Rey, Labrinth & Ed Sheeran, featured artists; DannyBoyStyles, Ben Diehl, Labrinth, Mano, Max Martin, Stephan Moccio, Carlo Montagnese, Ali Payami, Che Pope, Jason Quenneville, Peter Svensson, Abel Tesfaye & Kanye West, productors; Jay Paul Bicknell, Mattias Bylund, Serban Ghenea, Noah Goldstein, John Hanes, Sam Holland, Jean Marie Horvat, Carlo Montagnese, Jason Quenneville & Dave Reitzas, enginyers de gravació/mescladors; Tom Coyne & Dave Kutch, enginyers de masterització |          |
| Sound & Color                                        | Alabama Shakes          | Alabama Shakes & Blake Mills, productors; Shawn Everett, enginyer de gravació/mesclador; Bob Ludwig, enginyer de masterització |          |
| To Pimp a Butterfly                                  | Kendrick Lamar          | Bilal, George Clinton, James Fauntleroy, Ronald Isley, Rapsody, Snoop Dogg, Thundercat & Anna Wise, featured artists; Taz Arnold, Boi-1da, Ronald Colson, Larrance Dopson, Flying Lotus, Fredrik "Tommy Black" Halldin, Knxwledge, Koz, Lovedragon, Terrace Martin, Rahki, Sounwave, Tae Beast, Thundercat, Whoarei & Pharrell Williams, productors; Derek "MixedByAli" Ali, Thomas Burns, James "The White Black Man" Hunt, 9th Wonder & Matt Schaeffer, enginyers de gravació/mescladors; Mike Bozzi, enginyer de masterització |          |
| Traveller                                            | Chris Stapleton         | Dave Cobb & Chris Stapleton, productors; Vance Powell, enginyer de gravació/mesclador; Pete Lyman, enginyer de masterització |          |
| 2017                                                 |                         | |          |
| 25                                                   | Adele                   | Danger Mouse, Samuel Dixon, Paul Epworth, Greg Kurstin, Max Martin, Ariel Rechtshaid, Shellback, The Smeezingtons & Ryan Tedder, productors; Julian Burg, Austen Jux Chandler, Cameron Craig, Samuel Dixon, Tom Elmhirst, Declan Gaffney, Serban Ghenea, John Hanes, Jan Holzner, Michael Ilbert, Chris Kasych, Greg Kurstin, Charles Moniz, Liam Nolan, Alex Pasco, Mike Piersante, Ariel Rechtshaid, Rich Rich, Dave Schiffman & Matt Wiggins, enginyers de gravació/mescladors; Tom Coyne & Randy Merrill, enginyers de masterització |          |
| Lemonade                                             | Beyoncé                 | James Blake, Kendrick Lamar, The Weeknd & Jack White, featured artists; Vincent Berry II, Ben Billions, James Blake, BOOTS, Jonny Coffer, DannyBoyStyles, Mike Dean, Alex Delicata, Diplo, Derek Dixie, Kevin Garrett, Diana Gordon, HazeBanga, Hit-Boy, Just Blaze, King Henry, Beyoncé Knowles, Ezra Koenig, Jeremy McDonald, MeLo-X, Mike Will Made-It, Pluss & Jack White, productors; Mike Dean, Jaycen Joshua, Greg Koller, Tony Maserati, Lester Mendoza, Vance Powell, Joshua V. Smith & Stuart White, enginyers de gravació/mescladors; Dave Kutch, enginyer de masterització |          |
| Purpose                                              | Justin Bieber           | Big Sean, Diplo, Halsey, Travis Scott & Skrillex, featured artists; The Audibles, Axident, Justin Bieber, Big Taste, Benny Blanco, Blood, Jason "Poo Bear" Boyd, Scott "Scooter" Braun, Mike Dean, Diplo, Gladius, Nico Hartikainen, Mark "The Mogul" Jackson, Steve James, Ian Kirkpatrick, Maejor, MdL, Skrillex, Jeremy Snyder & Soundz, productors; Simon Cohen, Diplo, Mark "Exit" Goodchild, Josh Gudwin, Jaycen Joshua, Manny Marroquin, Chris 'Tek' O'Ryan, Johannes Rassina, Gregg Rominiecki, Chris Sclafani, Skrillex, Dylan William & Andrew Wuepper, enginyers de gravació/mescladors; Tom Coyne & Randy Merrill, enginyers de masterització |          |
| A Sailor's Guide to Earth                            | Sturgill Simpson        | Sturgill Simpson, productor; Geoff Allan, David Ferguson & Sean Sullivan, enginyers de gravació/mescladors; Gavin Lurssen, enginyer de masterització |          |
| Views                                                | Drake                   | dvsn, Future, Kyla, PartyNextDoor, Rihanna & Wizkid, featured artists; Brian Alexander Morgan, Axlfolie, Beat Bully, Boi-1da, Cardo, Dwayne "Supa Dups" Chin-Quee, Daxz, DJ Dahi, Frank Dukes, Maneesh, Murda Beatz, Nineteen85, Ricci Riera, Allen Ritter, Noah "40" Shebib, Southside, Sevn Thomas, Jordan Ullman, Kanye West, Wizkid & Young Exclusive, productors; Noel Cadastre, Noel "Gadget" Campbell, Seth Firkins, David "Prep" Bijan Huges & Noah "40" Shebib, enginyers de gravació/mescladors; Chris Athens, enginyer de masterització |          |
| 2018                                                 |                         | |          |
| 24K Magic                                            | Bruno Mars              | Shampoo Press & Curl, productors; Serban Ghenea, John Hanes & Charles Moniz, enginyers de gravació/mescladors; Christopher Brody Brown, James Fauntleroy, Philip Lawrence & Bruno Mars, compositors; Tom Coyne, enginyer de masterització |          |
| "Awaken, My Love!"                                   | Childish Gambino        | Donald Glover & Ludwig Göransson, productors; Bryan Carrigan, Chris Fogel, Donald Glover, Ludwig Göransson, Riley Mackin & Ruben Rivera, enginyers de gravació/mescladors; Donald Glover & Ludwig Göransson, compositors; Bernie Grundman, enginyer de masterització |          |
| DAMN.                                                | Kendrick Lamar          | DJ Dahi, Sounwave & Anthony Tiffith, productors; Derek "MixedByAli" Ali, James Hunt & Matt Schaeffer, enginyers de gravació/mescladors; Kendrick Duckworth, Dacoury Natche, Mark Spears & Anthony Tiffith, compositors; Mike Bozzi, enginyer de masterització |          |
| 4:44                                                 | Jay-Z                   | Jay-Z & No I.D., productors; Jimmy Douglass & Gimel "Young Guru" Keaton, enginyers de gravació/mescladors; Shawn Carter & Dion Wilson, compositors; Dave Kutch, enginyer de masterització |          |
| Melodrama                                            | Lorde                   | Jack Antonoff & Lorde, productors; Serban Ghenea, John Hanes & Laura Sisk, enginyers de gravació/mescladors; Jack Antonoff & Ella Yelich-O'Connor, compositors; Randy Merrill, enginyer de masterització |          |
| 2019                                                 |                         | |          |
| Golden Hour                                          | Kacey Musgraves         | Ian Fitchuk, Kacey Musgraves & Daniel Tashian, productors; Craig Alvin & Shawn Everett, enginyers de gravació/mescladors; Ian Fitchuk, Kacey Musgraves & Daniel Tashian, compositors; Greg Calbi & Steve Fallone, enginyers de masterització |          |
| Beerbongs & Bentleys                                 | Post Malone             | Louis Bell & Post Malone, productors; Louis Bell & Manny Marroquin, enginyers de gravació/mescladors; Louis Bell & Austin Post, compositors; Mike Bozzi, enginyer de masterització |          |
| Black Panther: The Album, Music from and Inspired By | Diversos artistes       | Kendrick Lamar, featured artist; Kendrick Duckworth & Sounwave, productors; Matt Schaeffer, enginyer de gravació/mesclador; Kendrick Duckworth & Mark Spears, compositors; Mike Bozzi, enginyer de masterització |          |
| By the Way, I Forgive You                            | Brandi Carlile          | Dave Cobb & Shooter Jennings, productors; Dave Cobb & Eddie Spear, enginyers de gravació/mescladors; Brandi Carlile, Phil Hanseroth & Tim Hanseroth, compositors; Pete Lyman, enginyer de masterització |          |
| Dirty Computer                                       | Janelle Monáe           | Chuck Lightning & Janelle Monáe Robinson & Nate "Rocket" Wonder, productors; Mick Guzauski, Janelle Monáe Robinson & Nate "Rocket" Wonder, enginyers de gravació/mescladors; Nathaniel Irvin III, Charles Joseph II, Taylor Parks & Janelle Monáe Robinson, compositors; Dave Kutch, enginyer de masterització |          |
| H.E.R.                                               | H.E.R.                  | Darhyl "Hey DJ" Camper Jr., David 'Swagg R'Celious' Harris, H.E.R., Walter Jones & Jeff Robinson, productors; Miki Tsutsumi, enginyer de gravació/mesclador; Darhyl Camper Jr. & H.E.R., compositors; Dave Kutch, enginyer de masterització |          |
| Invasion of Privacy                                  | Cardi B                 | Leslie Brathwaite & Evan LaRay, enginyers de gravació/mescladors; Belcalis Almanzar & Jorden Thorpe, compositors; Colin Leonard, enginyer de masterització |          |
| Scorpion                                             | Drake                   | Noel Cadastre, Noel "Gadget" Campbell & Noah Shebib, enginyers de gravació/mescladors; Aubrey Graham & Noah Shebib, compositors; Chris Athens, enginyer de masterització |          |